# Harry White (Fußballspieler, 1904)
Harold „Harry“ White (* Februar 1904 in West Bromwich; † 2. Quartal 1926 ebenda) war ein englischer Fußballspieler.

## Karriere
Der zuvor in der Birmingham Combination aktive White gehörte ab März 1923 als Amateur zum Kader von West Bromwich Albion und trat in der Folge für deren Reserveteam in Erscheinung, wurde aber durch einen Knöchelbruch gehandicapt. Zur Saison 1924/25 kam der auf den Halbstürmerpositionen einsetzbare White als Profi zu Newport County, bei dem Klub gehörte seit 1922 auch sein Bruder Tom White zum Aufgebot. Im Saisonverlauf wurden zumeist Jimmy Gittins, Tommy Lowes und Fred Forward als Halbstürmer aufgeboten; Harry White bestritt am 27. Dezember 1924 bei einer 3:4-Auswärtsniederlage gegen die Queens Park Rangers als linker Halbstürmer seine einzige Partie in der Football League Third Division South und erzielte hierbei einen Treffer. Einen Monat später erlitt er in einem Reservespiel gegen Taunton United beim Erzielen eines Tores bei einem Zusammenprall mit dem gegnerischen Torhüter einen Bruch der Kniescheibe. Zu Beginn der folgenden Saison gehörte White weiterhin zum 23-köpfigen Profiaufgebot Newports.
White litt in der Folge an einer Lungenerkrankung, die ihn zur Beendigung seiner Fußballerlaufbahn zwang und an der er 22-jährig Mitte 1926 in West Bromwich verstarb.